# 俄罗斯特种部队
俄罗斯特种部队（羅馬化：Voyská spetsiálnogo naznachéniya，直译：「特別行動部隊」）继承自苏联特种部队，是隶属于俄罗斯联邦政府（如国防部、联邦安全局、国家近卫军等）的特种部队统称。
俄罗斯特种部队的具体任务取决于他们的所属部門，比如进行反恐、解救人质，或侦察、破坏和暗杀敌方目标。
部分前苏联成员国（如：白俄羅斯和烏克蘭等）也繼承了蘇聯特種部隊的制度和傳統，以及的稱謂。

## 历史

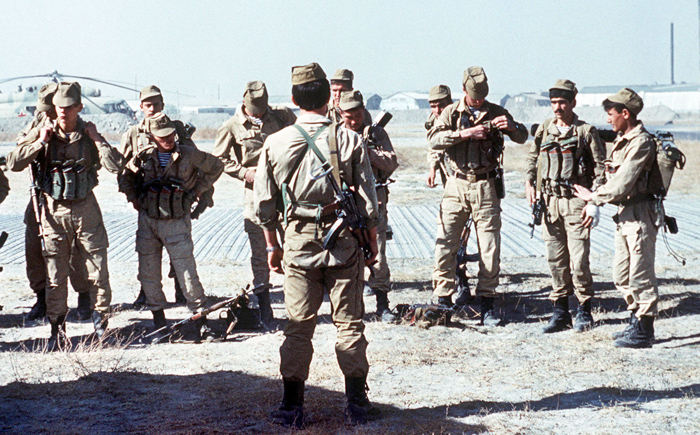
1988年阿富汗战争期间的格鲁乌所属特种部队。

苏联在20世纪40年代的苏德战争中组建了很多侦察部队，这是苏联特种部队的前身，1949年，苏联成立了第一个独立特种侦察连，标志着苏联的特种部队正式组建，该独立特种侦察连的任务是在作战时深入敌后摧毁地方的核武器与核武器发射设施，例如美国的MGM-1导弹、MGR-3导弹。
1950年10月24日，苏联国防部长华西列夫斯基元帅命令：凡是没有建立由格鲁乌直辖的侦察队的诸兵种合成集团军、机械化集团军和各大军区，都必须组建一个120人的独立特种作戰連由格鲁乌管辖，兵力有5500人。
1961年夏，苏联国防部在列宁格勒军区组织了一次特种兵汇报演习，苏共中央总书记尼基塔·赫鲁晓夫在最后一天观摩了特种兵的侦察、爆破、伞降和战术演练。
1974年，苏联组建了阿尔法特种部队，1979年12月27日，阿尔法特种部队与其它苏联特种部队发动风暴333行动，攻入阿富汗人民民主党总书记哈菲佐拉·阿明的官邸——达鲁拉曼宫并成功击毙了阿明。1981年，苏联组建了信号旗特种部队。
1991年苏联解体后，俄罗斯联邦继承了大部分苏联的特种部队，阿尔法特种部队与信号旗特种部队被纳入联邦安全局管辖下，成为专职于解救人质与处理应急事件的準軍事化特種部隊。
2010年，俄罗斯政府将格鲁乌所属的特种部队交给俄罗斯陆军指挥，在2013年，俄罗斯陆军指挥的特种部队再次被移交给格鲁乌指挥。
在2009年俄羅斯軍事改革期間俄羅斯國防部成立了一個新的特種作戰司令部，是為俄羅斯聯邦武裝力量特種作戰部隊，裡面包含了兩支新的特種作戰分隊，他們主要從事反恐、特種偵察、刺殺和破壞等軍事行動。目前已知他們已在敘利亞境內參與打擊恐怖組織伊斯蘭國的行動。

## 类型

### 军队特种部队
- 格鲁乌特种部队
- 陸軍特別用途連
- 空降軍特別用途連
- 海军蛙人（英语：Russian commando frogmen）
- 特種作戰部隊

### 準軍事化特种部队

#### 國家近衛軍
俄羅斯國家近衛軍（於2016年4月5日前為俄羅斯聯邦內務部內衛部隊）所属的特种部队有獨立作戰師所屬，由勇士特種部隊与罗斯特种部队合併而成的第604特別用途中心。此外，各地區亦設有特別用途部隊。
阿尔法特种部队成立于1974年，目前阿尔法特种部队有5个分队，有大约700名兵力。大多数的部队驻扎在莫斯科。阿尔法特种部队采用现代俄罗斯和外国的武器和装备，同时不断更新，以适合需求。
信号旗特种部队（也可音譯为“溫貝爾小組”）前身为冷战时期克格勃破坏和暗杀部队。信号旗特种部队目前主要驻扎在莫斯科，有四个分队，但它也有多个分驻地。
上述兩支部隊皆隸屬特別用途中心。聯邦安全局也在俄羅斯境內多個城市建立分局，每個分局都有著自己的特種作戰分隊，這些部隊統一稱為“區域特別用途单位”（俄语：Региональные Отделы Специального Назначения，缩写：РОСН），目前長駐在俄羅斯境內的各個大城市。已成立區域特別用途单位的城市包括：聖彼得堡（冰雹特種部隊）、哈巴羅夫斯克、新西伯利亞、摩爾曼斯克（殺人鯨特種部隊）、加里寧格勒、新羅西斯克、車里雅賓斯克和普斯科夫等。聯邦安全局傘下的邊防機關同樣設有區域特別用途部隊。

#### 內務部
俄羅斯聯邦麻藥管制局擁有一支叫「雷霆」的特種警察單位以用於國內外的掃毒行動。不過俄羅斯聯邦麻藥管制局已於2016年5月31日解散，並被合併到俄羅斯聯邦內務部新成立的麻藥控制總局。

#### 司法部
俄羅斯聯邦司法部旗下的聯邦監獄局擁有自己的特戰單位以應付監獄叛亂。例如：莫斯科地區的土星特種部隊。

#### 聯邦警衛局
俄羅斯聯邦警衛局旗下的總統安全局也擁有其特別單位以在危急關頭下確保總統的安全。

## 结构
- - 俄羅斯聯邦國防部
    - 俄羅斯聯邦武裝力量特種作戰部隊
      - “庫賓卡—2”特別用途中心
      - “Senezh”特別用途中心
      - “Terskol”山地作戰中心
      - 第344陸軍航空作戰中心
      - 第561海上救援中心
      - 第54特別偵察中心
      - 特種作戰部隊司令部
      - 專家訓練中心

    - 俄羅斯聯邦軍隊總參謀部
      - 格魯烏
        - 格魯烏特種部隊
          - 俄羅斯陸軍
            - 第2獨立近衞特別用途旅（英语：2nd Guards Spetsnaz Brigade）
            - 第3獨立近衞特別用途旅（英语：3rd Guards Spetsnaz Brigade）
            - 第10獨立近衞特別用途旅
            - 第14獨立近衞特別用途旅（俄语：14-я отдельная гвардейская бригада специального назначения）
            - 第16獨立近衞特別用途旅（俄语：16-я отдельная гвардейская бригада специального назначения）
            - 第22獨立近衞特別用途旅
            - 第24獨立近衞特別用途旅（英语：24th Separate Guards Special Forces Brigade）
            - 第346獨立近衞特別用途旅
            - 第25獨立特別用途團

          - 俄羅斯空降軍
            - 第45獨立近衛特別用途旅

          - 俄羅斯海軍
            - 海上偵察點
              - 第442海上特種偵察點（太平洋艦隊）
              - 第420海上特種偵察點（北方艦隊）
              - 第431海上特種偵察點（黑海艦隊）
              - 第561海上特種偵察點（波羅的海艦隊）
              - 第137海上特種侦察点（里海舰队）

            - 戰鬥潛水員單位
              - 第101反破壞特別用途單位
              - 第102反破壞特別用途單位
              - 第136反破壞特別用途單位
              - 第137反破壞特別用途單位
              - 第140反破壞特別用途單位
              - 第152反破壞特別用途單位
              - 第153反破壞特別用途單位
              - 第159反破壞特別用途單位
              - 第160反破壞特別用途單位
              - 第269反破壞特別用途單位
              - 第311反破壞特別用途單位
              - 第313反破壞特別用途單位
              - 第473反破壞特別用途單位

    - 俄羅斯陸軍及俄羅斯空降軍各師團轄下特別用途連

  - 俄羅斯聯邦國家近衛軍
    - 第604特別用途中心“勇士”（莫斯科）- 隸屬於捷爾任斯基師
    - 第606特別用途中心（格羅茲尼）
    - 第607特別用途中心“先锋”（熱列茲諾沃茨克）- 2011年获得称号：“雪绒花”，2016年改名为：“先锋”
    - 第7特別用途分隊“羅西奇”（新切爾卡斯克）
    - 第12特別用途分隊“烏拉”（下塔吉爾）
    - 第15特別用途分隊“維亞梯奇”（阿爾馬維爾）
    - 第19特別用途分隊“葉爾馬克”（新西伯利亞）
    - 第21特別用途分隊“颱風”（伯力）
    - 第23特別用途分隊“魅力”（車里雅賓斯克）
    - 第25特別用途分隊“水星”（斯摩棱斯克）
    - 第26特別用途分隊“酒吧”（喀山）
    - 第27特別用途分隊“庫茲巴斯”（克麥羅沃）
    - 第28特別用途分隊“戰士”（阿爾漢格爾斯克）
    - 第29特別用途分隊“布拉特”（烏法）
    - 第30特別用途分隊“斯維亞托戈爾”（斯塔夫羅波爾）
    - 第33特別用途分隊“重燃”（莫斯科）
    - 第35特別用途分隊“羅斯”（辛菲羅波爾）
    - “厄比斯”特別用途分隊（達吉斯坦）
    - “金剛狼”獨立特別用途排（克拉斯諾亞爾斯克）
    - 第115獨立特別用途旅（刻赤）
    - 第46獨立作戰用途旅（格羅茲尼）
      - 第34特別用途分隊

    - 特別用途機動單位
    - 特別迅速應變分隊
    - 雷霆特別用途單位

  - 俄羅斯聯邦安全局
    - 聯邦安全局特別用途中心
      - A部門（阿爾法）
      - V部門（信号旗）
      - K部門（高加索）
        - 曾經為駐紮在葉先圖基的特別用途局

      - S部門（颶風）
      - T部門（塔夫里達）
        - 曾經為駐紮在克里米亞辛菲羅波爾的第2特別用途局

      - 特種武器部門

    - 區域特別用途部隊
      - 冰雹特別用途部隊（聖彼得堡區域特別用途部隊）
      - 殺人鯨特別用途部隊（摩爾曼斯克區域特別用途部隊）
      - 烏鴉特別用途部隊（沃羅涅日區域特別用途部隊）
      - 哈巴羅夫斯克區域特別用途部隊
      - 符拉迪沃斯托克區域特別用途部隊
      - 伊爾庫茨克區域特別用途部隊
      - 下諾夫哥羅德區域特別用途部隊
      - 葉卡捷琳堡區域特別用途部隊
      - 新西伯利亞區域特別用途部隊
      - 克拉斯諾達爾區域特別用途部隊
      - 車里雅賓斯克區域特別用途部隊
      - 加里寧格勒區域特別用途部隊
      - 聯邦安全局駐車臣共和國行動支援部隊（花崗岩特別用途部隊）
      - 聯邦安全局駐達吉斯坦共和國行動支援部隊（里海特別用途部隊）
      - 聯邦安全局駐印古什共和國行動支援部隊
      - 聯邦安全局駐卡巴爾達-巴爾卡爾共和國行動支援部隊
      - 聯邦安全局駐巴什科爾托斯坦共和國行動支援部隊
      - 聯邦安全局駐韃靼斯坦共和國行動支援部隊
      - 聯邦安全局駐卡累利阿共和國分部行動支援部隊（狼獾特別用途部隊）
      - 聯邦安全局駐俄羅斯聯邦各地的行動支援小組

    - 聯邦安全局邊防部門
      - 西格瑪特別用途部隊（繼承自03年解散的同名部隊）
      - 邊境分遣隊和各區域分部的獨立特別情報小組
      - 機動作戰部
      - 邊防部門區域特別用途部隊
      - 邊防部門區域特勤單位

  - 俄羅斯對外情報局
    - 第7局自我安全局（CSB）
      - 屏障特別用途部隊（Z部門）

  - 俄羅斯聯邦警衞局總統安全局特別用途單位
  - 俄羅斯聯邦內務部
    - 內務部麻藥控制總局
      - 特別迅速應變分隊

  - 俄羅斯聯邦司法部（英语：Ministry_of_Justice_(Russia)）懲罰執行局（主要負責應付監獄叛亂）
    - 土星特別用途部隊（莫斯科）
    - 火神特別用途部隊（俄语：Вулкан (спецподразделение)）（卡巴爾達-巴爾卡爾共和國）
    - 老鷹特別用途部隊（俄语：Ястреб (спецподразделение)）（馬里埃爾共和國）
    - 鯊魚特種部隊（克拉斯諾達爾邊疆區）
    - 守護者特別用途部隊（楚瓦什共和國）
    - 冰山特別用途部隊（摩爾曼斯克州）
    - 泰坦特別用途部隊（利佩茨克州）
    - 天蝎特別用途部隊（阿斯特拉罕州）
    - 北极熊特別用途部隊（萨哈共和国）
    - 颱風特別用途部隊（聖彼得堡和列寧格勒州）

  - 俄羅斯聯邦法警局
    - 岩石特別用途部隊

  - 俄羅斯聯邦海關局特別用途單位
  - 俄羅斯聯邦緊急情況部
    - 特殊風險特別行動中心“領袖”部隊

## 誤解
術語“Spetsnaz”在許多非俄語國家存在著許多誤解，以为“Spetsnaz”是某支特種部隊的名稱，甚至以为俄羅斯只有“Spetsnaz”這一支特種部隊。事實如上所述，“Spetsnaz”只是俄罗斯特種部隊的統稱，并不特指某支部隊。而俄语“спецназ”可以指代任何一支特种部队，例如“Американский Спецназ”（美国特种部队）。

## 流行文化
俄羅斯特種部隊在許多的媒體上出現過：

### 電視劇
- 2002年的电视剧《特种部队》（英语：Spetsnaz (TV miniseries)）：以格鲁乌特种部队为主題，作戰場景包括阿富汗、車臣、達吉斯坦、科索沃。

### 電影
- 1988年－《第一滴血3》：入侵阿富汗的苏联特种部队跟藍波发生了火拼及格鬥。

### 電子遊戲
- 系列（ 包括和《Online》）：一支具体单位不明的俄羅斯特種部隊作為反恐部隊之一登场，人物穿戴了現實中不曾被俄羅斯部隊採用的灰色迷彩服和頭盔。
- 系列
  - 及重製版：在多人模式出現，有著戰役模式登場的極端民族主義黨武裝份子叛軍造型，敵對陣營為英國陸軍特種空勤團。
  - 及重製版：戰役模式「No Russian」和「The Gulag」關卡當中分別出現了聯邦安全局和內衞部隊的特种部队。两者使用了相同的人物模型，可能是因为製作商對該組織不夠了解，誤以為是同一個部門。多人模式「Spetsnaz」陣營使用了战役模式的俄羅斯士兵和極端民族主義黨武裝份子造型。
  - ：戰役模式的主要人物尤里曾是俄羅斯特種部隊成员（具体单位不详）。多人模式「Spetsnaz」陣營的人物造型來自战役模式的俄羅斯士兵。
  - ：戰役模式「Numbers」关卡中，一支蘇聯特種部隊被派往香港九龍刺殺丹尼爾·克拉克博士，「Payback」关卡中登場的蘇聯軍官亦來自特種部隊。多人模式中蘇聯特種部隊是登場陣營之一，敵對陣營为美國中央情報局特別活動部（遊戲中被稱為「Black Ops」）。
  - ：戰役模式中，俄罗斯的巴可夫將軍下辖了一些特种部队。多人模式中，「Spetsnaz」為“聯軍”陣營的一支部隊，有四個可用幹員。其預設幹員造型以聯邦安全局的特種部隊為藍本，制服上的聯邦安全局識別章“ФСБ”被改成“СФБ”。
  - 《決勝時刻：黑色行動冷戰》：戰役模式中与苏联陆军及越共游擊隊一同登場。多人模式中为“信號旗部隊”阵营。
- 系列
  - ：戰役模式中有一名格魯烏特工迪米特里·「帝瑪」·馬雅柯夫斯基，他曾是信號旗部队成員。
- ：多人模式中阿爾法部队為12個1級特種部隊單位之一。
- ：阿爾法、信號旗部队以「Spetsnaz」名義作為反恐部隊之一登場。

## 外部連結
- （俄文）俄罗斯特种部队网站（页面存档备份，存于）
- （俄文）内政部特种部队网站（页面存档备份，存于）